# Unione Sportiva Triestina Calcio 1986-1987
Questa voce raccoglie le informazioni riguardanti l'Unione Sportiva Triestina Calcio nelle competizioni ufficiali della stagione 1986-1987.

## Divise e sponsor
Lo sponsor tecnico per la stagione 1986-1987 fu adidas.
| Casa | Trasferta | Alternativa |

## Rosa

Il neoacquisto Franco Causio, 29 presenze e 5 gol in stagione.

| N. |                   | Ruolo | Calciatore           |
| -- | ----------------- | ----- | -------------------- |
|    | Italia (bandiera) | D     | Giuseppe Bagnato     |
|    | Italia (bandiera) | D     | Walter Biagini       |
|    | Italia (bandiera) | C     | Fabrizio Bravin      |
|    | Italia (bandiera) | A     | Franco Causio        |
|    | Italia (bandiera) | D     | Ersilio Cerone       |
|    | Italia (bandiera) | A     | Gianfranco Cinello   |
|    | Italia (bandiera) | P     | Leonardo Cortiula    |
|    | Italia (bandiera) | D     | Maurizio Costantini  |
|    | Italia (bandiera) | C     | Luigino Dal Prà      |
|    | Italia (bandiera) | A     | Franco De Falco      |
|    | Italia (bandiera) | A     | Vincenzo Di Giovanni |
|    | Italia (bandiera) | C     | Marcello Gamberini   |

| N. |                   | Ruolo | Calciatore         |
| -- | ----------------- | ----- | ------------------ |
|    | Italia (bandiera) | P     | Rino Gandini       |
|    | Italia (bandiera) | C     | Pasquale Iachini   |
|    | Italia (bandiera) | A     | Roberto Ispiro     |
|    | Italia (bandiera) | D     | Leonardo Menichini |
|    | Italia (bandiera) | C     | Angelo Orlando     |
|    | Italia (bandiera) | D     | Cleto Polonia      |
|    | Italia (bandiera) | C     | Francesco Romano   |
|    | Italia (bandiera) | C     | Franco Salvadè     |
|    | Italia (bandiera) | C     | Giampiero Scaglia  |
|    | Italia (bandiera) | C     | Fabio Schiraldi    |
|    | Italia (bandiera) | C     | Stefano Strappa    |
|    | Italia (bandiera) | A     | Diego Zanin        |

## Risultati

### Serie B

#### Girone di andata
| 14 settembre 1986 1ª giornata | Cremonese | 1 – 0 | Triestina |  |

| 21 settembre 1986 2ª giornata | Triestina | 1 – 0 | Sambenedettese |  |

| 28 settembre 1986 3ª giornata | Lecce | 1 – 1 | Triestina |  |

| 5 ottobre 1986 4ª giornata | Triestina | 1 – 0 | Lanerossi Vicenza |  |

| 12 ottobre 1986 5ª giornata | Bologna | 1 – 0 | Triestina |  |

| 19 ottobre 1986 6ª giornata | Bari | 1 – 1 | Triestina |  |

| 26 ottobre 1986 7ª giornata | Triestina | 1 – 1 | Modena |  |

| 2 novembre 1986 8ª giornata | Genoa | 1 – 0 | Triestina |  |

| 9 novembre 1986 9ª giornata | Triestina | 3 – 1 | Pescara |  |

| 16 novembre 1986 10ª giornata | Taranto | 0 – 0 | Triestina |  |

| 23 novembre 1986 11ª giornata | Triestina | 3 – 0 | Cagliari |  |

| 30 novembre 1986 12ª giornata | Triestina | 1 – 1 | Messina |  |

| 7 dicembre 1986 13ª giornata | Lazio | 1 – 1 | Triestina |  |

| 14 dicembre 1986 14ª giornata | Triestina | 3 – 0 | Cesena |  |

| 21 dicembre 1986 15ª giornata | Pisa | 2 – 1 | Triestina |  |

| 4 gennaio 1987 16ª giornata | Triestina | 2 – 1 | Campobasso |  |

| 11 gennaio 1987 17ª giornata | Catania | 0 – 0 | Triestina |  |

| 18 gennaio 1987 18ª giornata | Triestina | 1 – 1 | Parma |  |

| 25 gennaio 1987 19ª giornata | Arezzo | 0 – 0 | Triestina |  |

#### Girone di ritorno
| 8 febbraio 1987 20ª giornata | Triestina | 1 – 0 | Cremonese |  |

| 15 febbraio 1987 21ª giornata | Sambenedettese | 1 – 0 | Triestina |  |

| 1º marzo 1987 22ª giornata | Triestina | 0 – 0 | Lecce |  |

| 8 marzo 1987 23ª giornata | Lanerossi Vicenza | 0 – 0 | Triestina |  |

| 15 marzo 1987 24ª giornata | Triestina | 1 – 0 | Bologna |  |

| 22 marzo 1987 25ª giornata | Triestina | 1 – 1 | Bari |  |

| 29 marzo 1987 26ª giornata | Modena | 0 – 0 | Triestina |  |

| 5 aprile 1987 27ª giornata | Triestina | 0 – 0 | Genoa |  |

| 12 aprile 1987 28ª giornata | Pescara | 2 – 0 | Triestina |  |

| 19 aprile 1987 29ª giornata | Triestina | 2 – 1 | Taranto |  |

| 26 aprile 1987 30ª giornata | Cagliari | 0 – 0 | Triestina |  |

| 3 maggio 1987 31ª giornata | Messina | 1 – 0 | Triestina |  |

| 10 maggio 1987 32ª giornata | Triestina | 1 – 0 | Lazio |  |

| 17 maggio 1987 33ª giornata | Cesena | 0 – 0 | Triestina |  |

| 24 maggio 1987 34ª giornata | Triestina | 0 – 0 | Pisa |  |

| 31 maggio 1987 35ª giornata | Campobasso | 3 – 3 | Triestina |  |

| 7 giugno 1987 36ª giornata | Triestina | 0 – 1 | Catania |  |

| 14 giugno 1987 37ª giornata | Parma | 2 – 1 | Triestina |  |

| 21 giugno 1987 38ª giornata | Triestina | 1 – 1 | Arezzo |  |

## Statistiche

### Statistiche di squadra
| Competizione | Punti | In casa | In casa | In casa | In casa | In casa | In casa | In trasferta | In trasferta | In trasferta | In trasferta | In trasferta | In trasferta | Totale | Totale | Totale | Totale | Totale | Totale | DR |
| Competizione | Punti | G       | V       | N       | P       | Gf      | Gs      | G            | V            | N            | P            | Gf           | Gs           | G      | V      | N      | P      | Gf     | Gs     | DR |
| ------------ | ----- | ------- | ------- | ------- | ------- | ------- | ------- | ------------ | ------------ | ------------ | ------------ | ------------ | ------------ | ------ | ------ | ------ | ------ | ------ | ------ | -- |
| Serie B      | 39    | 19      | 10      | 8       | 1       | 23      | 9       | 19           | 0            | 11           | 8            | 8            | 17           | 38     | 10     | 19     | 9      | 31     | 26     | +5 |
| Coppa Italia | 3     | 3       | 1       | 0       | 2       | 2       | 4       | 2            | 0            | 1            | 1            | 0            | 1            | 5      | 1      | 1      | 3      | 2      | 5      | -3 |
| Totale       |       | 22      | 11      | 8       | 3       | 25      | 13      | 21           | 0            | 12           | 9            | 8            | 18           | 43     | 11     | 20     | 12     | 33     | 31     | +2 |

### Statistiche dei giocatori
| Giocatore      | Serie B  | Serie B | Serie B     | Serie B    | Coppa Italia | Coppa Italia | Coppa Italia | Coppa Italia | Totale   | Totale | Totale      | Totale     |
| Giocatore      | Presenze | Reti    | Ammonizioni | Espulsioni | Presenze     | Reti         | Ammonizioni  | Espulsioni   | Presenze | Reti   | Ammonizioni | Espulsioni |
| -------------- | -------- | ------- | ----------- | ---------- | ------------ | ------------ | ------------ | ------------ | -------- | ------ | ----------- | ---------- |
| G. Bagnato     | 23       | 1       | ?           | ?          | ?            | ?            | ?            | ?            | 23+      | 1+     | ?           | ?          |
| W. Biagini     | 23       | 1       | ?           | ?          | ?            | ?            | ?            | ?            | 23+      | 1+     | ?           | ?          |
| F. Bravin      | 2        | 0       | ?           | ?          | ?            | ?            | ?            | ?            | 2+       | 0+     | ?           | ?          |
| F. Causio      | 29       | 5       | ?           | ?          | ?            | ?            | ?            | ?            | 29+      | 5+     | ?           | ?          |
| E. Cerone      | 30       | 1       | ?           | ?          | ?            | ?            | ?            | ?            | 30+      | 1+     | ?           | ?          |
| G. Cinello     | 24       | 4       | ?           | ?          | ?            | ?            | ?            | ?            | 24+      | 4+     | ?           | ?          |
| L. Cortiula    | 1        | 0       | ?           | ?          | ?            | ?            | ?            | ?            | 1+       | 0+     | ?           | ?          |
| M. Costantini  | 33       | 0       | ?           | ?          | ?            | ?            | ?            | ?            | 33+      | 0+     | ?           | ?          |
| L. Dal Prà     | 28       | 1       | ?           | ?          | ?            | ?            | ?            | ?            | 28+      | 1+     | ?           | ?          |
| F. De Falco    | 31       | 7       | ?           | ?          | ?            | ?            | ?            | ?            | 31+      | 7+     | ?           | ?          |
| V. Di Giovanni | 22       | 0       | ?           | ?          | ?            | ?            | ?            | ?            | 22+      | 0+     | ?           | ?          |
| M. Gamberini   | 15       | 1       | ?           | ?          | ?            | ?            | ?            | ?            | 15+      | 1+     | ?           | ?          |
| R. Gandini     | 37       | -26     | ?           | ?          | ?            | ?            | ?            | ?            | 37+      | -26+   | ?           | ?          |
| P. Iachini     | 33       | 4       | ?           | ?          | ?            | ?            | ?            | ?            | 33+      | 4+     | ?           | ?          |
| R. Ispiro      | 8        | 1       | ?           | ?          | ?            | ?            | ?            | ?            | 8+       | 1+     | ?           | ?          |
| L. Menichini   | 25       | 0       | ?           | ?          | ?            | ?            | ?            | ?            | 25+      | 0+     | ?           | ?          |
| A. Orlando     | 37       | 0       | ?           | ?          | ?            | ?            | ?            | ?            | 37+      | 0+     | ?           | ?          |
| C. Polonia     | 8        | 0       | ?           | ?          | ?            | ?            | ?            | ?            | 8+       | 0+     | ?           | ?          |
| F. Romano      | 2        | 0       | ?           | ?          | ?            | ?            | ?            | ?            | 2+       | 0+     | ?           | ?          |
| F. Salvadè     | 12       | 0       | ?           | ?          | ?            | ?            | ?            | ?            | 12+      | 0+     | ?           | ?          |
| G. Scaglia     | 31       | 2       | ?           | ?          | ?            | ?            | ?            | ?            | 31+      | 2+     | ?           | ?          |
| F. Schiraldi   | 1        | 0       | ?           | ?          | ?            | ?            | ?            | ?            | 1+       | 0+     | ?           | ?          |
| S. Strappa     | 36       | 0       | ?           | ?          | ?            | ?            | ?            | ?            | 36+      | 0+     | ?           | ?          |